# Kapelle 13

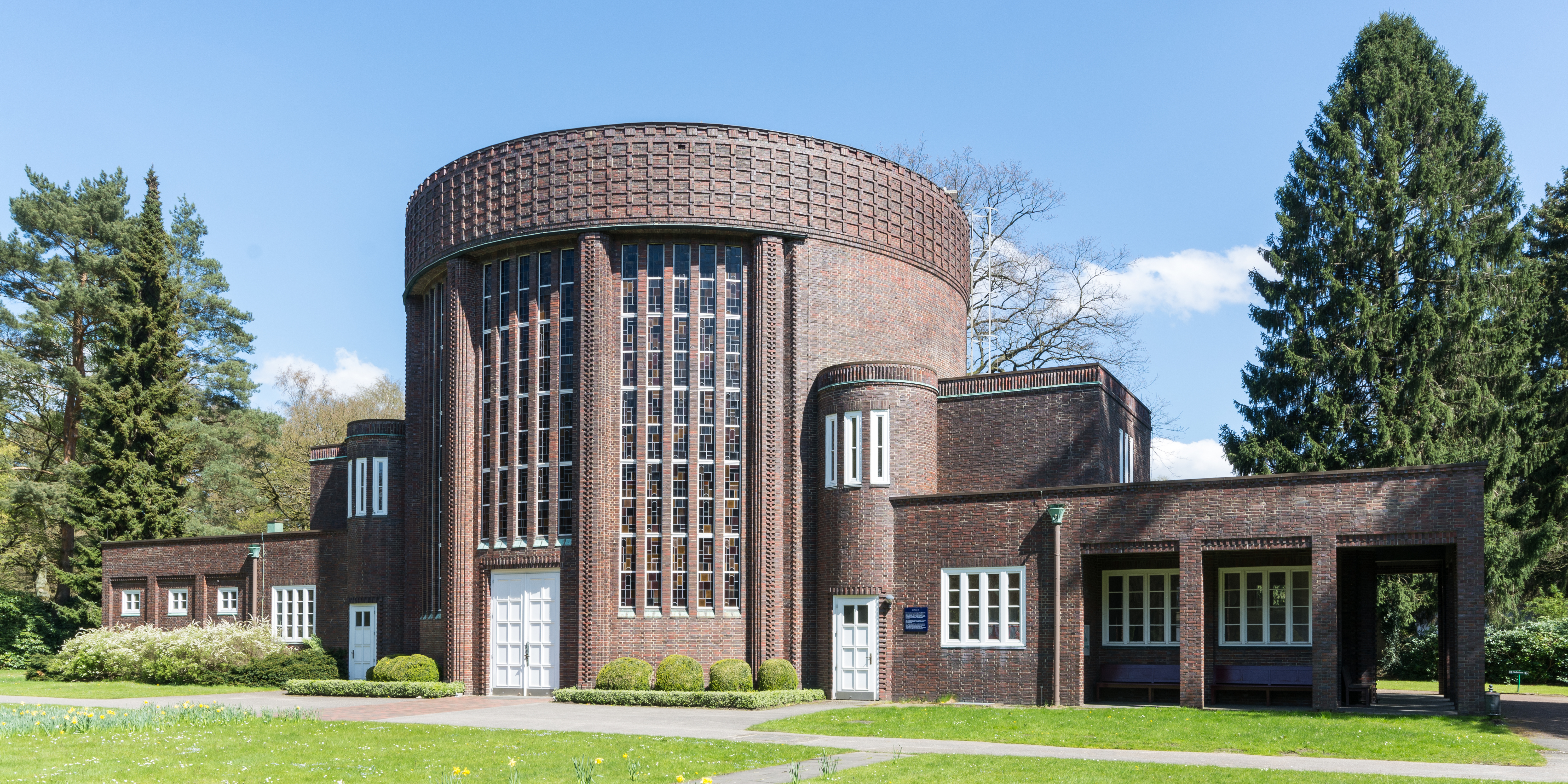
Ansicht 2017

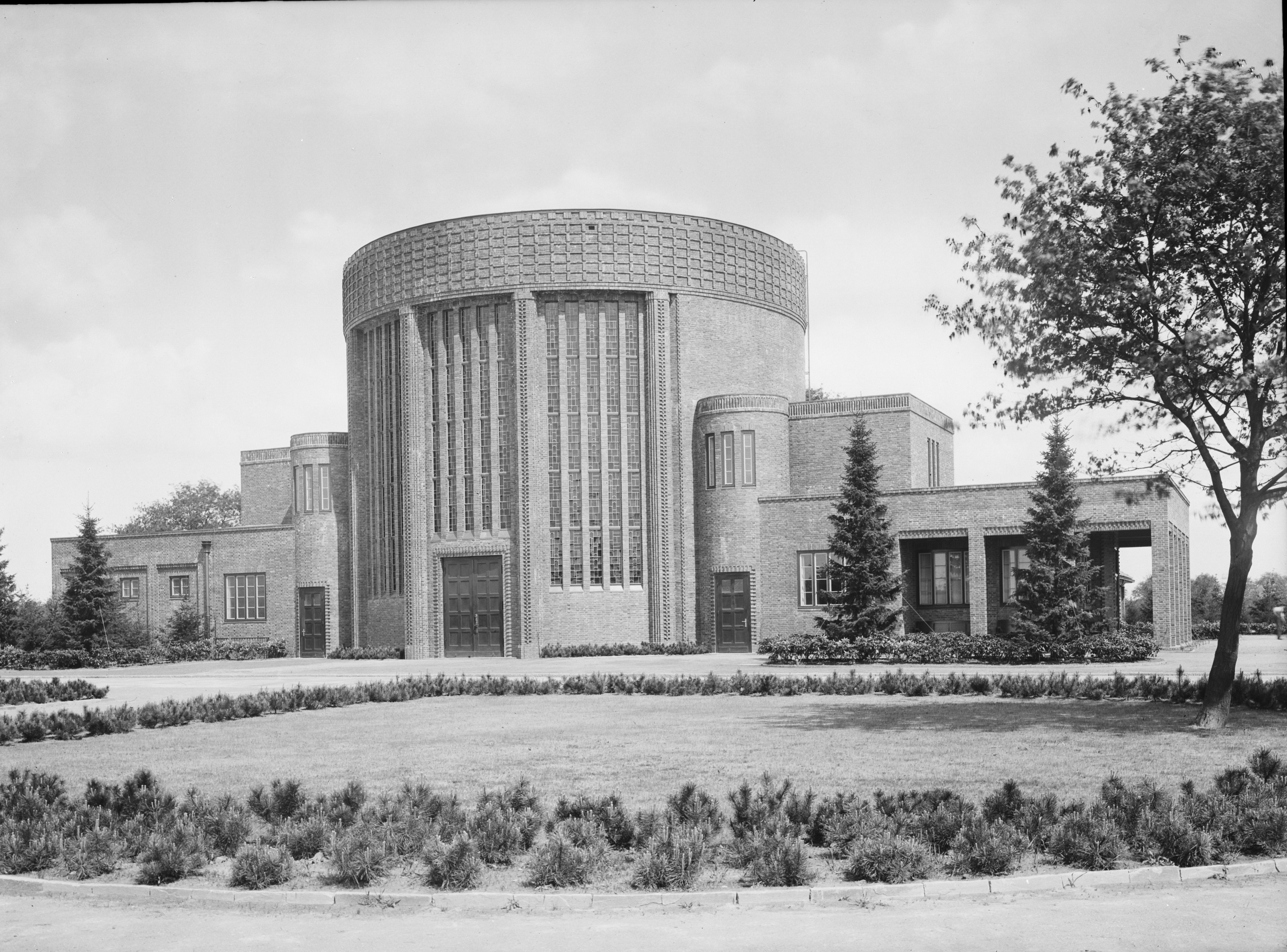
Ansicht in den 1930er-Jahren

Die Kapelle 13 ist eine von 1927 bis 1929 von Fritz Schumacher entworfene und unter der Leitung von Eugen Göbel errichtete Kapelle auf dem Gelände des Hamburger Friedhofes Ohlsdorf. Die Kapelle wurde am 2. Juli 1929 eröffnet.

## Lage
Das Gebäude ist die östlichste Kapelle des Friedhofes. Sie bildet den Abschluss der langen Mittelallee, der zentralen Straße des Erweiterungsteils des Friedhofes. Dort dient sie als einprägsamer optischer Fluchtpunkt der gesamten Anlage.

## Bau und Geschichte
Fritz Schumacher nutzte für die Kapelle zwar mit Backstein ein ortstypisches Material, entschied sich aber wie bei vielen seiner Bauten für eine herbe dunkelgebrannte Variante. So erreichte er einen wuchtigen und feierlichen Eindruck. Diesen verstärkt der kompakte hohe Rundbau mit den schmalen Fenstern und den niedrigen seitlichen Anbauten. Das Gebäude verschmilzt traditionelle Elemente mit dem Neuen Bauen und verdeutlicht durch seine klaren und strengen Formen das Gestaltungsprinzip des neuen Friedhofsteils.
In der Außenansicht dominieren die runden Formen des Zentralbaus und die expressionistische Gestaltung des Architravs die Ansicht. Im Inneren schließen sich die Betonbinder zu einem Sterngewölbe zusammen, das an Gebäude der Neogotik erinnert. Zwischen Außen- und Innenansicht gelingt Schumacher auch bei dieser Kapelle ein für ihn typisches harmonisches Zusammenspiel alter und neuer Architekturelemente.
Form und Material des Innenraumes erzeugten eine schwierige Akustik, die man zuerst in den 1930er-Jahren und später auch in den 1970er-Jahren mit schallschluckenden Maßnahmen verbesserte. Die Buntglasfenster des Malers Fritz Hussmann sind in abstrakten Mustern gehalten und zeigen graduelle Farbänderungen von hellgrün im Osten über gelb bis violett im Westen. Eine der wenigen figürlichen Darstellungen am Gebäude findet sich am Türgriff der Eingangstür. Leider ist bis heute nicht bekannt, welcher Künstler diese fein gearbeitete Engelsdarstellung schuf.
Bei einer umfassenden Sanierung im Jahr 1996 wurde u. a. das Dach neu gedeckt und der Innenraum statt weiß in altrosa gestrichen. Kapelle 13 besitzt 151 Sitzplätze, ebenso viele wie die Kapelle 10, womit die beiden Gebäude die größten Kapellen auf dem Friedhof sind. 

## Fotografien und Karte
Koordinaten: 53° 37′ 28″ N, 10° 4′ 38,1″ O

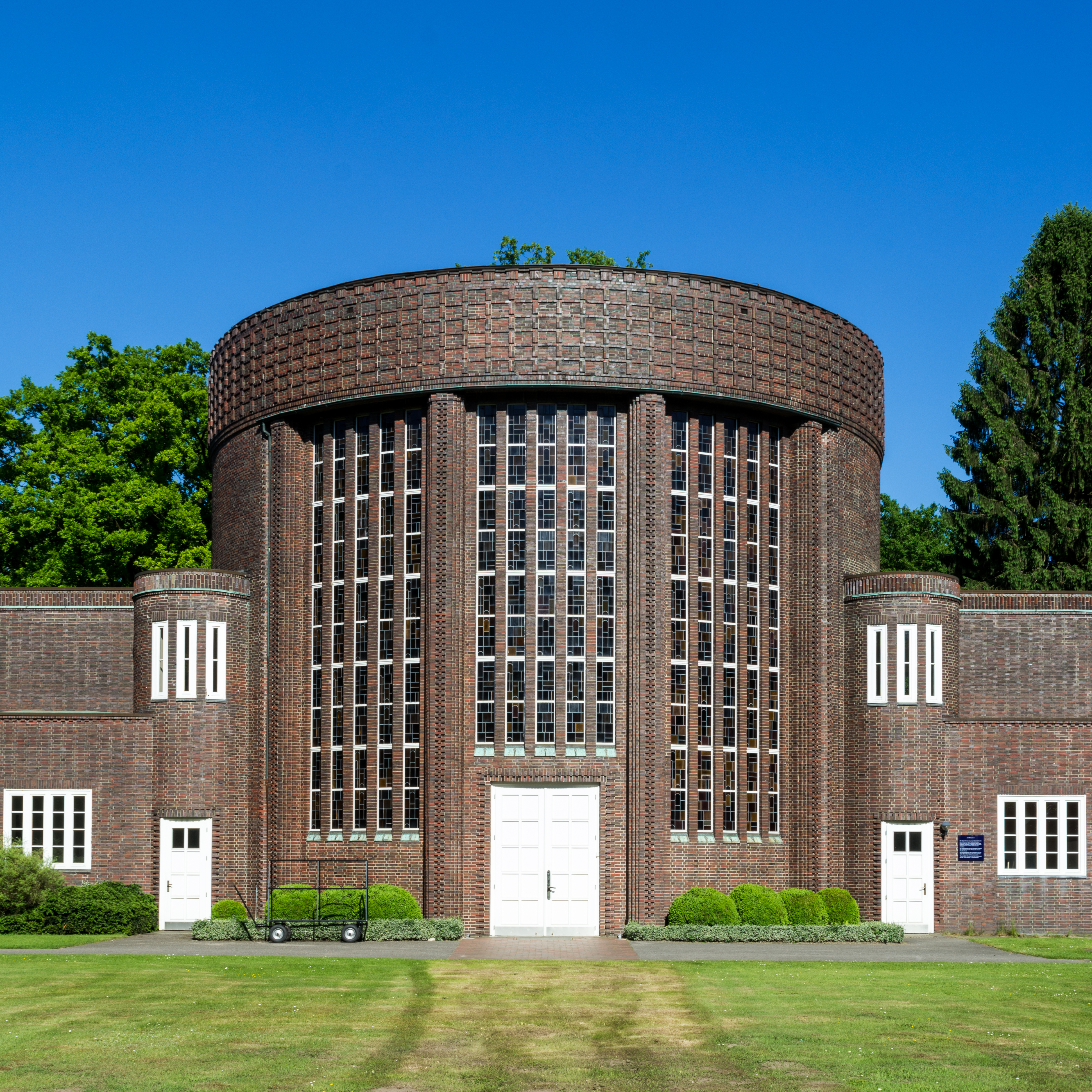
Zentralteil
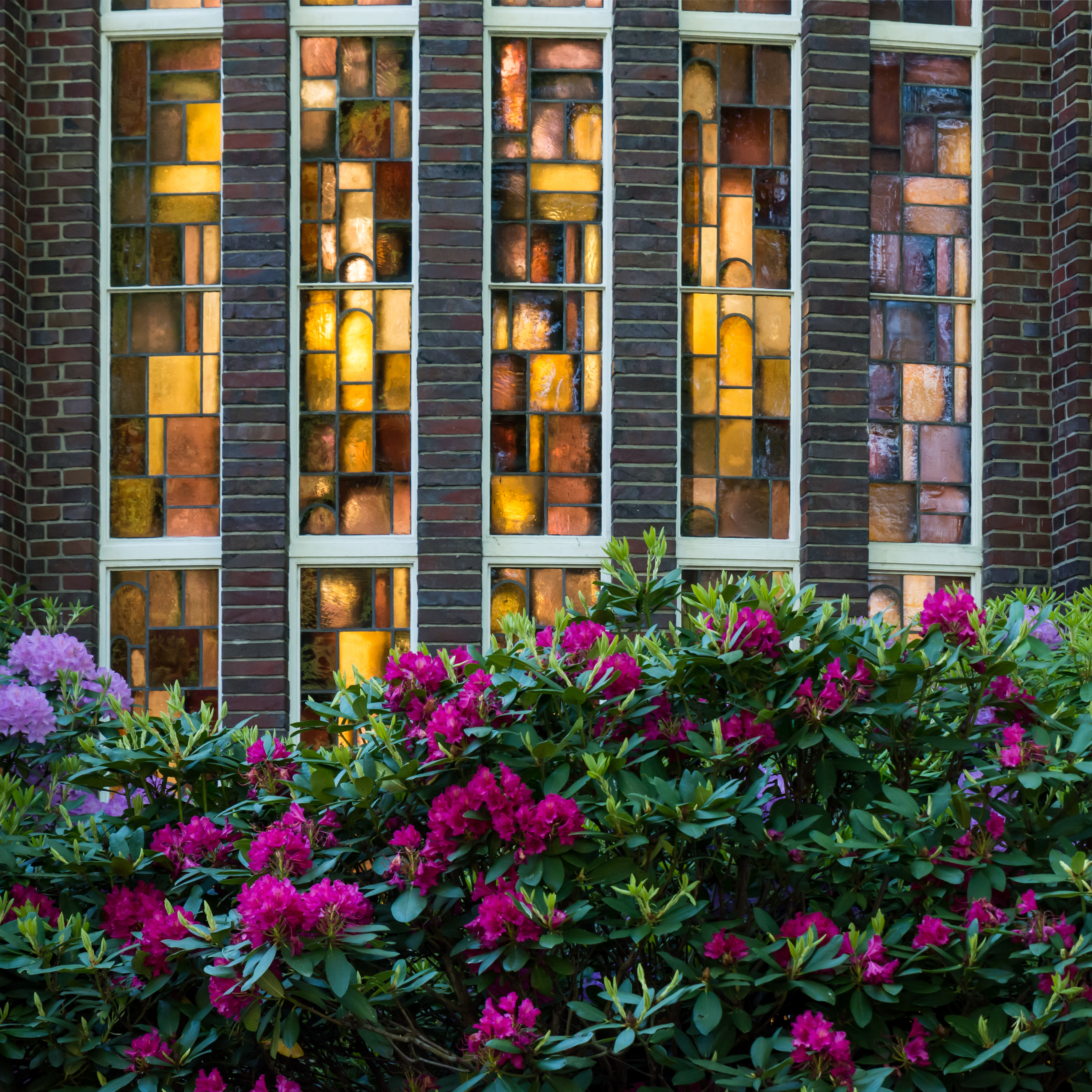
Fenster der Westseite
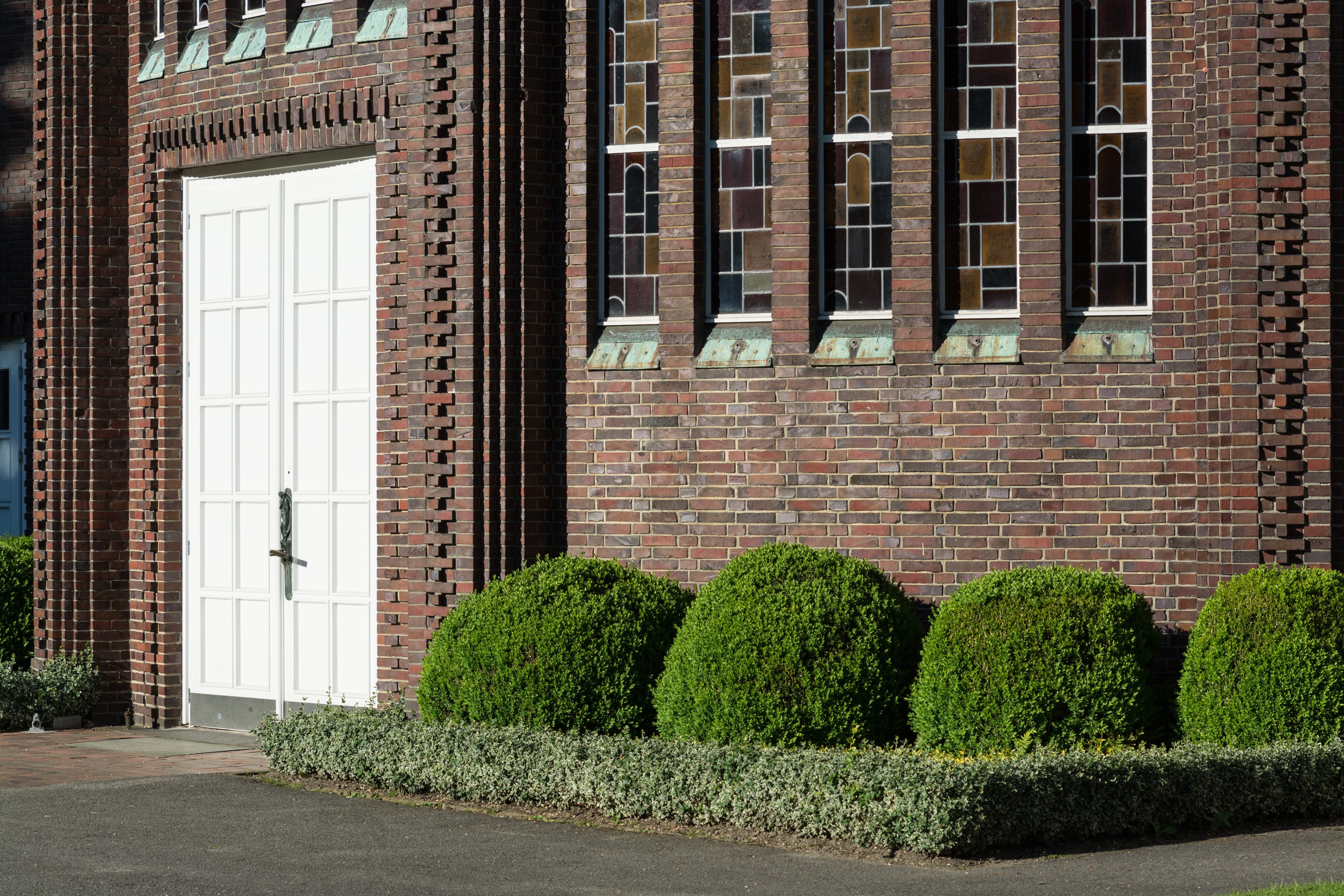
Eingangsbereich mit Fassadenstruktur
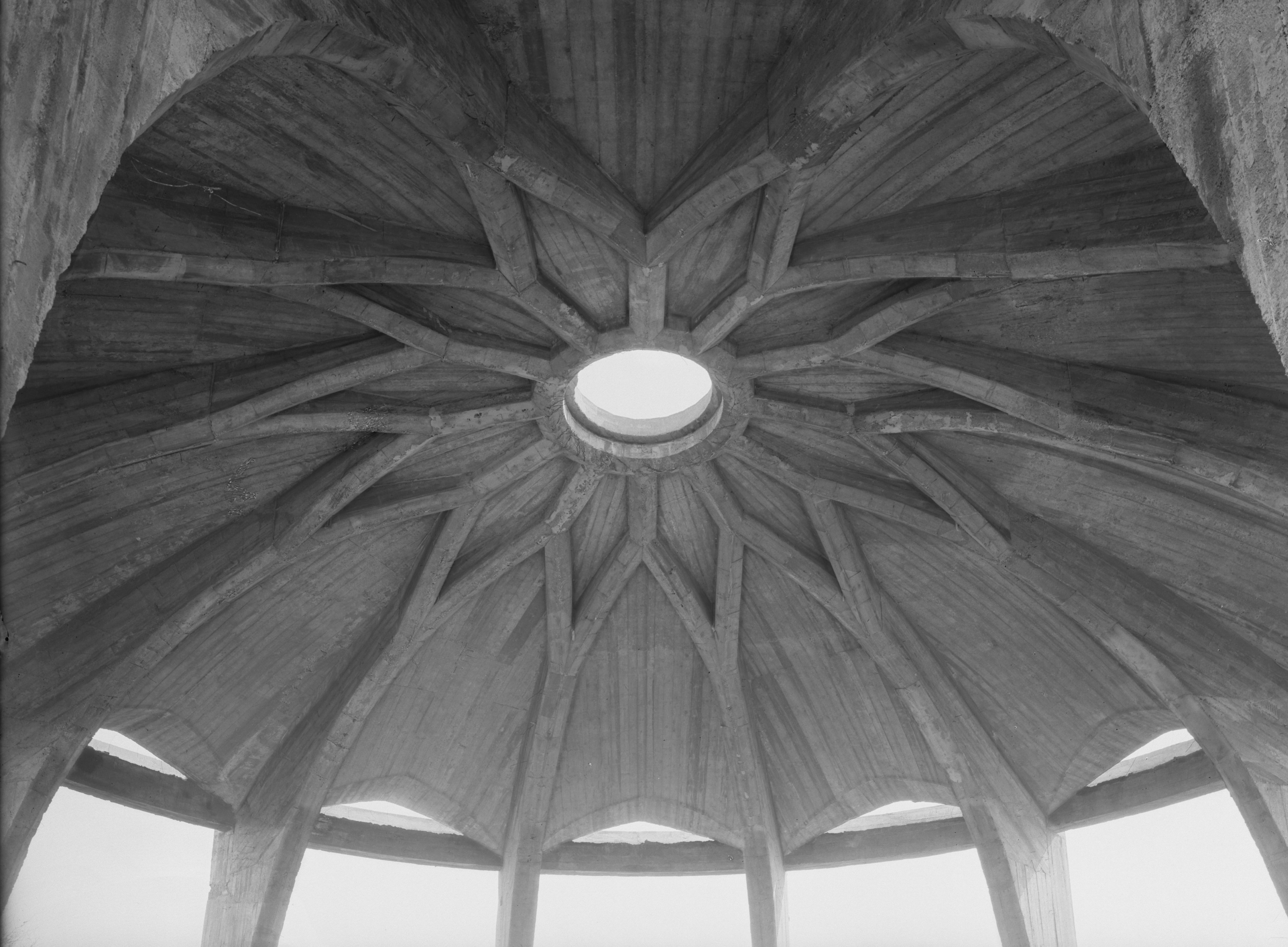
Deckenstern und Kuppel während der Bauphase
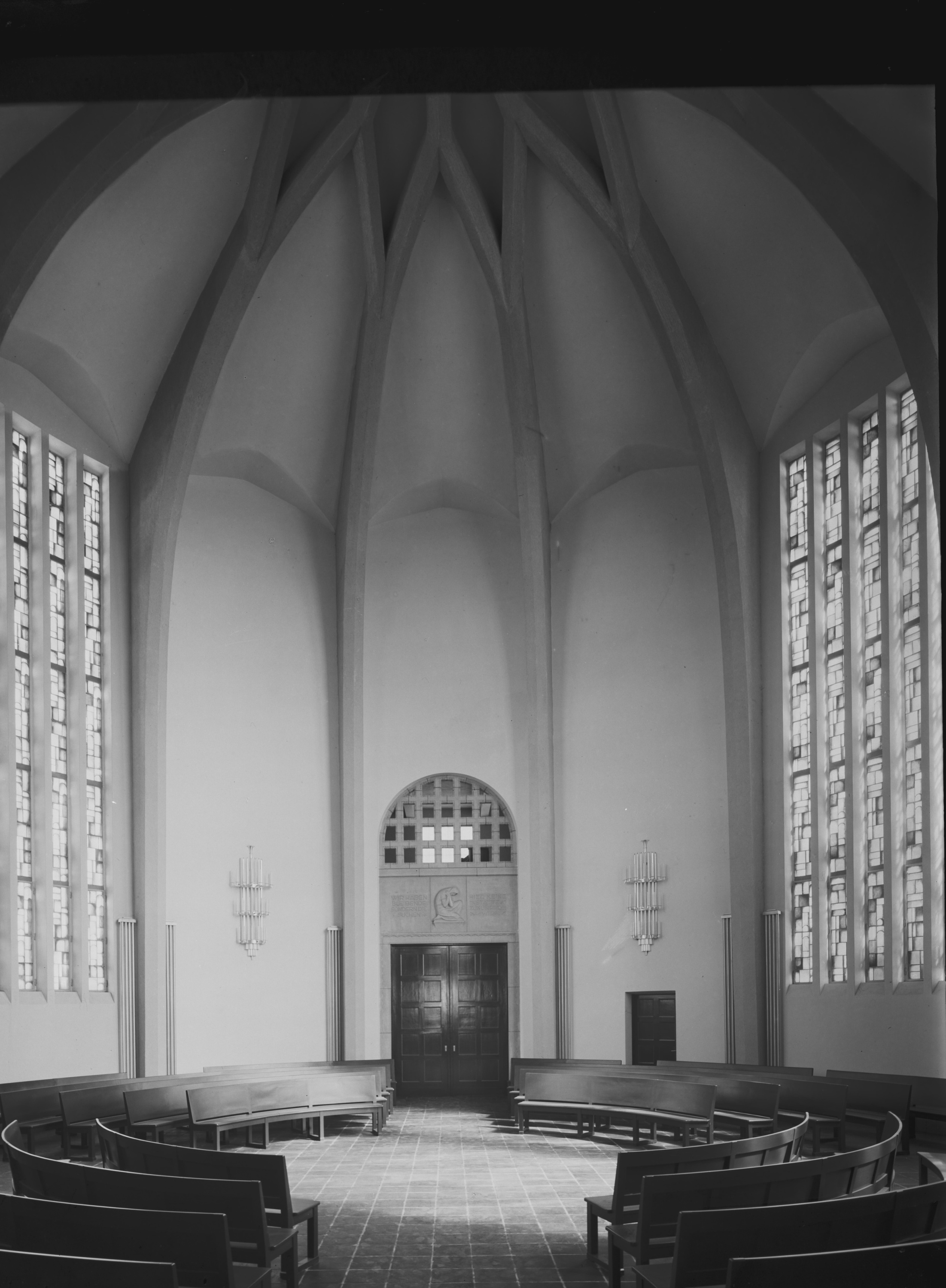
Innenansicht nach der Fertigstellung
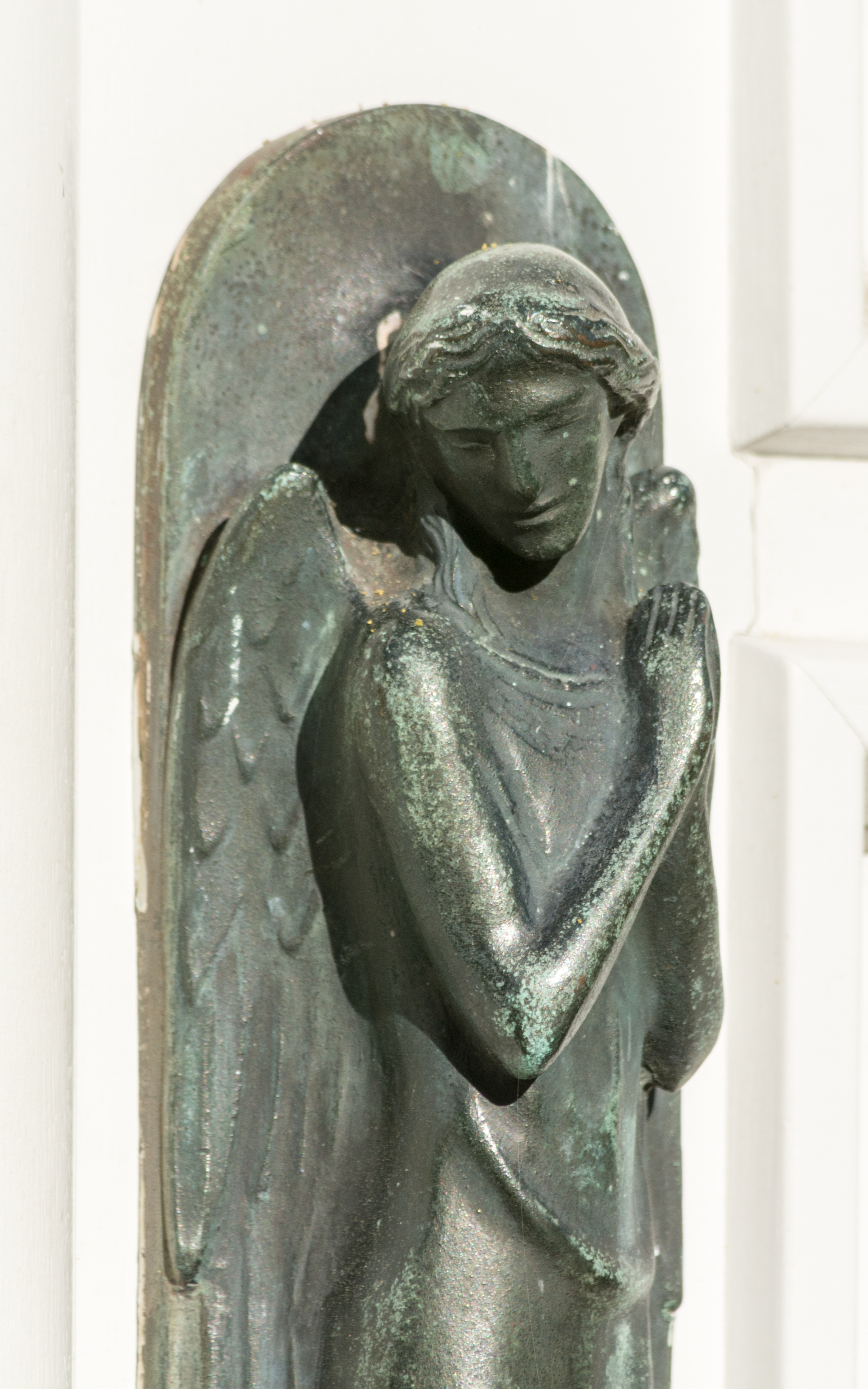
Gestaltungsdetail am Türgriff